# پلی یوریا
انجمن توسعه پلی یوریا (The Polyurea Development Association(PDA)) تعریفی رسمی از پلی یوریا ارائه کرده‌است برای کمک به مهندسان، تأمین کنندگان و پیمانکاران تا بتوانند تفاوت پلی یوریا واقعی و موادی که تنها ادعای خواص پلی یوریا را دارند متوجه شوند.
انجمن توسعه پلی یوریا (PDA) برای تأمین کنندگان گواهینامه صادر می‌کند و با یک آرم مخصوص بر روی محصولات ثبت می‌کند.

#### تعریف پلی یوریا از نظر PDA
پلی یوریا (polyurea) پلیمری ترموست است که محصول واکنش یک جزء ایزوسیانات و یک جزء ترکیب رزین‌های آمینی می‌باشد. ایزوسیانات می‌تواند آروماتیک یا آلیفاتیک، منومر، پلیمر، شبه پری پلیمر یا یک پری پلیمر باشد.

## خواص پلی یوریا
پوشش پلی یوریا چند خاصیت مهم دارد:
-یکپارچه و بدون درز اجرا می‌شود
-آب‌بند است
-استحکام بالا بخاطر پیوستگی ساختار پلیمری در حالت جامد
-ضد انفجار
-الاستیک
-انعطاف‌پذیر
-ضریب اصطکاک بالا
-عدم عبور نور
-مقاوم در برابر خوردکی و سایش

## موارد کاربرد
سیستم‌های کفپوش پلی یوریا محبوب‌ترین سیستم برای نصب و راه اندازی با قابلیت چرخش سریع هستند. مزایای دیگر سیستم‌های کفپوش پلی یوریا در دسترس بودن آن‌ها است. پلی یوریا بسیار با دوام و عالی برای استفاده در مناطق با ترافیک بالا محسوب می‌شود. پلی یوریا با فرمول انعطاف‌پذیری که دارد کف پوش مناسبی برای محافظت از اشیاء و سطوح می‌باشد.
از موارد کاربرد کفپوش پلی یوریا
- ضد ضربه کردن ساختارهای نسبتاً شکننده
- آب‌بند کردن هر مکان با کف مستحکم (روی کف‌های خاکی یا مایع به راحتی نمی‌توان این پوشش را استفاده کرد)
- آب‌بند کردن استخرها و آبنماها
- ایجاد اتاق امن در مقابل زلزله از مباحث جدید ایمنی ساختمان در مقابل زلزله
- پوشش کشتی‌ها و شناورهای سطحی و زیر سطحی
- ضد انفجار کردن ستادهای عملیات جنگی
- کفپوش پارکینگ، سالن‌ها، عرشه
- خودروسازی

## فرمولاسیون
پلی یوریا معمولی شامل ترکیب شیمیایی چند عنصر می‌باشد. قسمت A مایعی چسبناک و تیره رنگ به نام ایزوسیانات (Isocyanate) است. قسمت B معمولاً مخلوط رزین آمین (Polyamine) نامیده می‌شود.
هنگامی که مایعات کاملاً با یکدیگر مخلوط شده، آن‌ها را در یک واکنش شیمیایی فوری وارد می‌کنند که چسبناک و در نهایت جامد می‌شود. این واکنش بسیار سریع است و به‌طور معمول در عرض چند ثانیه خشک می‌شود. عمل نهایی معمولاً تا ۲۴–۴۸ ساعت طول می‌کشد، با این حال ممکن است بسته به فرمول و ویژگی‌های مخلوط خاص این طولانی یا کوتان شدن این زمان‌ها متفاوت شود.
استفاده از انواع مختلف یا حجم‌های مختلف، از ایزوسیانات، پلی، یا آمین پلی استر، extendersهای زنجیره ای و دیگر مواد افزودنی می‌تواند اثر قابل توجهی بر روی خواص فیزیکی و ویژگی‌های نهایی پوشش پلی یوریا بگذارد.

## نحوه اجرا
نحوه اجرا بسیار مشابه اجرای پوشش پلی یورتان است.

### اجرای با دستگاه کمپرسور
پارت A و B ابتدا گرم شده و سپس توسط دستگاه‌های متصل به کمپرسور در سر نازل با هم ترکیب می‌شوند و با فشار روی سطح پاشیده می‌شوند. (Airless Spray) سطح کار باید کاملاً خشک و عاری از گرد و غبار باشد. هرگونه اختلاط پیش از نازل باعث گرفتگی و خرابی دستگاه پاشش می‌شود.

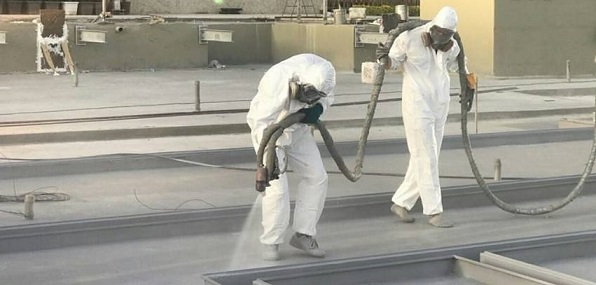
نحوه اجرای پلی یوریا

### اجرای دستی
کاربر می‌تواند دو پارت A و B را در ظرفی مخلوط نماید و آنگاه با ابزارهای خاص این کار مایع را قبل از سفت شدن روی سطح مورد نظر پخش نماید. سرعت عمل و استفاده از ماسک و دستکش در این روش الزامی است.

## مزایا
-سرعت و سهولت اجرا
-مقاوم در برابر ضربه و انفجار
-قابلیت اجرا در اکثر سطوح ناصاف و ناهمگن
-یکپارچگی
-دوام بسیار بالا
-مقاومت بالا در برابر سایش و خوردگی
-عدم حساسیت به رطوبت و آب و هوای بسیار گرم و بسیار سرد

## معایب
پاک کردن این مواد از روی سطوح کار شده کار سختی است و جاهایی را با این فوم بپوشانید که نیاز به بازرسی یا تعمیرات نداشته باشد.
همچنین برای گاز متصاعد شده هنگام کار برای مجریان مضر است و هنگام کار موارد ایمنی را باید رعایت کرد.
عدم جذب در محیط زیست، و چرخه بازیافت ۴۰۰ ساله از معایب انواع پلی یوریا است.
قیمت بالا

## موارد استفاده
پلی اوره موارد متعدد استفاده دارد. اما بیشترین مورد در آب‌بندی و تحمل ضربه شدید است. برخی از این موارد به فهرست:
- ماشین آلات سنگین
- کارخانجات صنعتی
- ادوات سنگین و ماشین آلات معدن
- صنعت نفت و گاز
- مخازن ذخیره مواد شیمیایی